# Fort Jennings (Ohio)
Pour les articles homonymes, voir Fort Jennings.
Fort Jennings est un village américain situé dans le comté de Putnam, dans l'Ohio. Selon le recensement de 2010, sa population est de 485 habitants.